# Campo di concentramento di Pravieniškės
Il campo di concentramento di Pravieniškės fu un campo satellite del campo di concentramento di Kaunas, situato a Pravieniškės nella comune distrettuale di Kaišiadorys. Lì c'è una stazione della linea ferroviaria Kaunas-Vilnius.
Il campo esisteva dal novembre 1943 fino alla chiusura al 15 maggio 1944. Aveva un campo maschile e uno femminile. I detenuti esercitavano principalmente lavori forestali. Nello stesso luogo c'era un campo di lavoro forzato per ebrei.